# Вільгельм Батц
Вільгельм Батц (нім. Wilhelm Batz; нар. 22 травня 1916, Бамберг, Баварія — пом. 11 вересня 1988, Еберн, Баварія) — німецький військовий льотчик-ас за часів Третього Рейху. Шостий за результативністю німецький ас Другої світової війни, здобув 237 перемог у повітряних боях, у тому числі 234 на Східному фронті, зокрема збив 46 штурмовиків Іл-2. Майор (1945) Люфтваффе. Кавалер Лицарського хреста Залізного хреста з Дубовим листям та Мечами (1945). Після створення Бундесверу — продовжив службу в лавах військово-повітряних сил Західної Німеччини.

## Біографія
Військова кар'єра
- 1 листопада 1940 — лейтенант
- ? 1943 — обер-лейтенант
- ? 1944 — гауптман
- ? 1945 — майор